# Megan Gustafson
Megan Gustafson (Port Wing, 13 dicembre 1996) è una cestista statunitense naturalizzata spagnola, professionista nella WNBA.

## Carriera
È stata selezionata dalle Dallas Wings al secondo giro del Draft WNBA 2019 (17ª scelta assoluta).